# 弗賴胡斯托聖瑪利亞德爾奧羅縣
27°49′S 61°9′W / 27.817°S 61.150°W

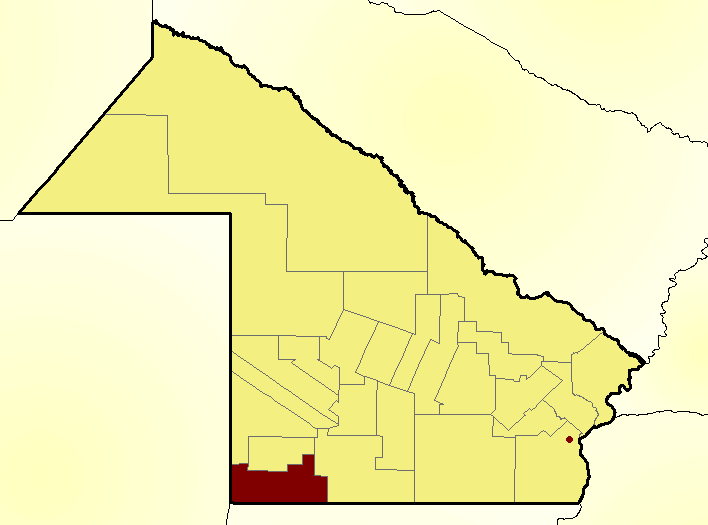

弗賴胡斯托聖瑪利亞德爾奧羅縣（西班牙語：Departamento Fray Justo Santa María de Oro），是阿根廷的縣份，位於該國北部查科省，首府設於聖西爾維娜，面積2,205平方公里，2010年人口11,826，人口密度每平方公里5.36人。